# Campylaspis legendrei
Campylaspis legendrei är en kräftdjursart som beskrevs av Fage 1951. Campylaspis legendrei ingår i släktet Campylaspis och familjen Nannastacidae. Inga underarter finns listade i Catalogue of Life.